# Флаг Прикубанского сельского поселения (Славянский район)
Флаг муниципального образования Прикуба́нское сельское поселение Славянского района Краснодарского края Российской Федерации — опознавательно-правовой знак, служащий официальным символом муниципального образования.
Флаг утверждён [когда?] и внесён в Государственный геральдический регистр Российской Федерации с присвоением регистрационного номера 8533.

## Описание
«Прямоугольное полотнище с отношением ширины к длине 2:3, воспроизводящее композицию герба Прикубанского сельского поселения Славянского района в зелёном, белом и красном цветах».
Описание первого флага Прикубанского сельского поселения, утверждённого 26 октября 2012 года решением Совета Прикубанского сельского поселения № 2, было аналогичным, но рисунок флага был основан на гербе, утверждённым в тот же день решением Совета Прикубанского сельского поселения № 1, геральдическое описание которого гласило:
«В зелёном поле с волнистой серебряной оконечностью — червлёная, на серебряных ступенях и с серебряной кладкой по краям фасада, башня, обременённая серебряным пуком из трёх стеблей рогоза; башня имеет остроконечную кровлю той же финифти; внизу и вверху кровля окаймлена серебром, посередине имеет серебряный циферблат часов и на острие украшена малой ладьёй того же металла под парусом и с флюгером на мачте».
Неофициальное описание ныне действующего флага гласит: «Прямоугольное полотнище с отношением ширины к длине 2:3, зелёное с белой волнистой полосой вдоль нижнего края (разбег волны от 1/5 до 1/6 от ширины полотнища); по средине зелёной части полотнища — красная, на белых ступенях и с белой кладкой по краям фасада, башня, имеющая красную остроконечную кровлю; внизу и вверху кровля окаймлена белым, на острие белого цвета малая ладья под парусом и с флюгером на мачте; посредине основной части башни — стебель рогоза белого цвета».

## Обоснование символики
Флаг языком символов и аллегорий отражает исторические, культурные и экономические особенности сельского поселения.
Зелёный цвет — символ плодородия, спокойствия, здоровья, надежды и вечного обновления. Зелёный цвет также аллегорически указывает на степные просторы и сельское хозяйство.
Белая волнистая полоса внизу полотнища аллегорически указывает на реку Кубань, вдоль которой расположено поселение и в честь которой оно получило своё наименование.
Белый цвет (серебро) символизирует мудрость, совершенство, чистоту, справедливость и дружбу.
Изображение красной башни с часами и флюгером — достопримечательность поселения, цвет башни символизирует периоды развития поселения, подвиги её жителей и аллегорически указывает на незыблемость традиций и уважение молодого поколения к историческому прошлому.
Часы — символ вечного движения вперёд. Флюгер-парусник символизирует умение быстро ориентироваться в изменившихся обстоятельствах, символ стремления к лучшему.
Изображение рогоза — вечного спутника рисовых чек, аллегорически указывает на экономическую составляющую — выращивание риса в хозяйствах сельского поселения, а также на поросшие рогозом низменности.